# Maurice Neubauer
Maurice Neubauer (* 29. April 1996 in Recklinghausen) ist ein deutscher Fußballspieler. Der linke Außenverteidiger steht ab Juli 2025 bei Hannover 96 unter Vertrag.

## Karriere
Neubauer spielte in der Jugend des PSV Recklinghausen und wechselte 2004 in die Jugend des FC Schalke 04. Dort durchlief er sämtliche Jugendmannschaften mit einer einjährigen Ausnahme zwischen 2011 und 2012, während der in der B-Jugend des MSV Duisburg aktiv war, bis 2015. Zur Saison 2015/16 rückte er in die zweite Mannschaft von Schalke 04 auf und wurde dort Stammspieler in der Regionalliga West. Im Sommer 2016 wechselte er zum 1. FSV Mainz 05 II in der dritten Liga, wo er in der anschließenden Saison 2016/17 daraufhin sein Profiliga-Debüt feierte, am Saisonende jedoch mit der Mannschaft in die Regionalliga Südwest abstieg. Neubauer blieb ein weiteres Jahr in Mainz und konnte sich dort in der Folge als Stammspieler durchsetzen.
Zur Saison 2018/19 verpflichtete ihn der Regionalliga-Konkurrent FC 08 Homburg. Dort konnte er sich als Stammspieler etablieren verpasste in zwei Jahren lediglich zwei Spiele, ehe die folgende Saison 2019/20 aufgrund der COVID-19-Pandemie vorzeitig abgebrochen wurde. 

### SV Elversberg
Im August 2020 schloss er sich dem Ligakonkurrenten SV Elversberg an. Nachdem er in seiner ersten Saison dort verletzungsbedingt nur 16 Spiele bestritten hatte, konnte er sich in der folgenden Spielzeit 2021/22 als Stammspieler durchsetzen und erreichte mit der Mannschaft als Regionalliga-Meister den Aufstieg in die 3. Liga. In der anschließenden 2022/2023 stieg er mit seinem Verein dort, erneut als Meister der Liga, direkt weiter in die 2. Bundesliga auf, wo er seinen Stammplatz als Linksverteidiger ebenfalls behaupten konnte. In der Saison 2024/25 absolvierte er alle 34 Zweitliga-Spiele über 90 Minuten.
Insgesamt erzielte Neubauer in 165 Pflichtspielen acht Tore für die SV Elversberg.

### Hannover 96
Im Sommer 2025 wechselt Neubauer zu Hannover 96, dort unterschrieb er einen Vertrag bis 2028.

## Erfolge
SV Elversberg
- Meister der 3. Liga und Aufstieg in die 2. Bundesliga: 2022/2023
- Meister der Regionalliga Südwest und Aufstieg in die 3. Liga: 2021/22